# Unitat Municipal 9
Unitat Municipal 9 (UM9) és un partit polític d'àmbit local, de Sant Pere de Ribes (Garraf). Actualment està vinculat amb les Candidatura d'Unitat Popular.

## Història
La seva història es remunta en les eleccions municipals de 1979, les primeres celebrades després del franquisme. En aquestes primeres eleccions, es crea una agrupació d'electors que aglutina el BEAN, el PSUC, PT, CCOO i independents. ERC també hi dona suport. El cap de llista fou Xavier Garriga i Cuadras, investit alcalde després que la candidatura guanyés les eleccions.
El 1987 UM9 va aconseguir la majoria absoluta. El 1991, ERC no va continuar donant suport a UM9 i va crear una candidatura. UM9 va empatar a 7 escons amb el PSC, quedant en segona posició, perdent l'alcaldia i quedant-se a l'oposició durant quatre anys. El 1995, Iniciativa per Catalunya, com a successora del PSUC, retira el seu suport a UM9. Aquest cop UM9 torna a empatar a 7 amb el PSC, però guanyant en vots, i Xavier Garriga torna a ser alcalde.
L'any 1995 es registra com a partit polític, deixant de ser una agrupació d'electors. El 2013, a mitjans de legislatura, el socialista Josep Antoni Blanco dimiteix de l'alcaldia. Al ple d'elecció d'alcalde, UM9, CiU-ViA i ICV arriben a un pacte que dona l'alcaldia a Anna Gabaldà, candidata d'UM9. El pacte proposava que UM9 i CiU-ViA es repartissin l'alcaldia durant la resta de legislatura. Així doncs, Lluís Giralt va substituir a Anna Gabaldà al juliol del 2014.

## Resultats electorals[6]
| Any eleccions | Vots  | % vots (posició) | Regidors | +/- |
| ------------- | ----- | ---------------- | -------- | --- |
| 1979          | 1.362 | 34,2 (1)         | 5 / 13   |     |
| 1983          | 2.131 | 44,3 (1)         | 8 / 17   | 3   |
| 1987          | 2.661 | 48,1 (1)         | 9 / 17   | 1   |
| 1991          | 2.204 | 37,1 (2)         | 7 / 17   | 2   |
| 1995          | 3.145 | 38,1 (1)         | 7 / 17   | = 0 |
| 1999          | 2.970 | 34,3 (2)         | 7 / 21   | = 0 |
| 2003          | 2.225 | 22,5 (2)         | 5 / 21   | 2   |
| 2007          | 1.734 | 19,2 (2)         | 4 / 21   | 1   |
| 2011          | 1.897 | 20,5 (3)         | 5 / 21   | 1   |
| 2015          | 1.939 | 18,0 (3)         | 4 / 21   | 1   |